# Municipio de Fancy Creek (Kansas)
El municipio de Fancy Creek (en inglés: Fancy Creek Township) es un municipio ubicado en el condado de Riley en el estado estadounidense de Kansas. En el año 2010 tenía una población de 116 habitantes y una densidad poblacional de 1,4 personas por km².

## Geografía
El municipio de Fancy Creek se encuentra ubicado en las coordenadas 39°24′56″N 96°53′14″O / 39.41556, -96.88722. Según la Oficina del Censo de los Estados Unidos, el municipio tiene una superficie total de 83.02 km², de la cual 82,98 km² corresponden a tierra firme y (0,04 %) 0,03 km² es agua.

## Demografía
Según el censo de 2010, había 116 personas residiendo en el municipio de Fancy Creek. La densidad de población era de 1,4 hab./km². De los 116 habitantes, el municipio de Fancy Creek estaba compuesto por el 94,83 % blancos, el 1,72 % eran asiáticos y el 3,45 % eran de una mezcla de razas. Del total de la población el 0,86 % eran hispanos o latinos de cualquier raza.